# Abbey Lincoln

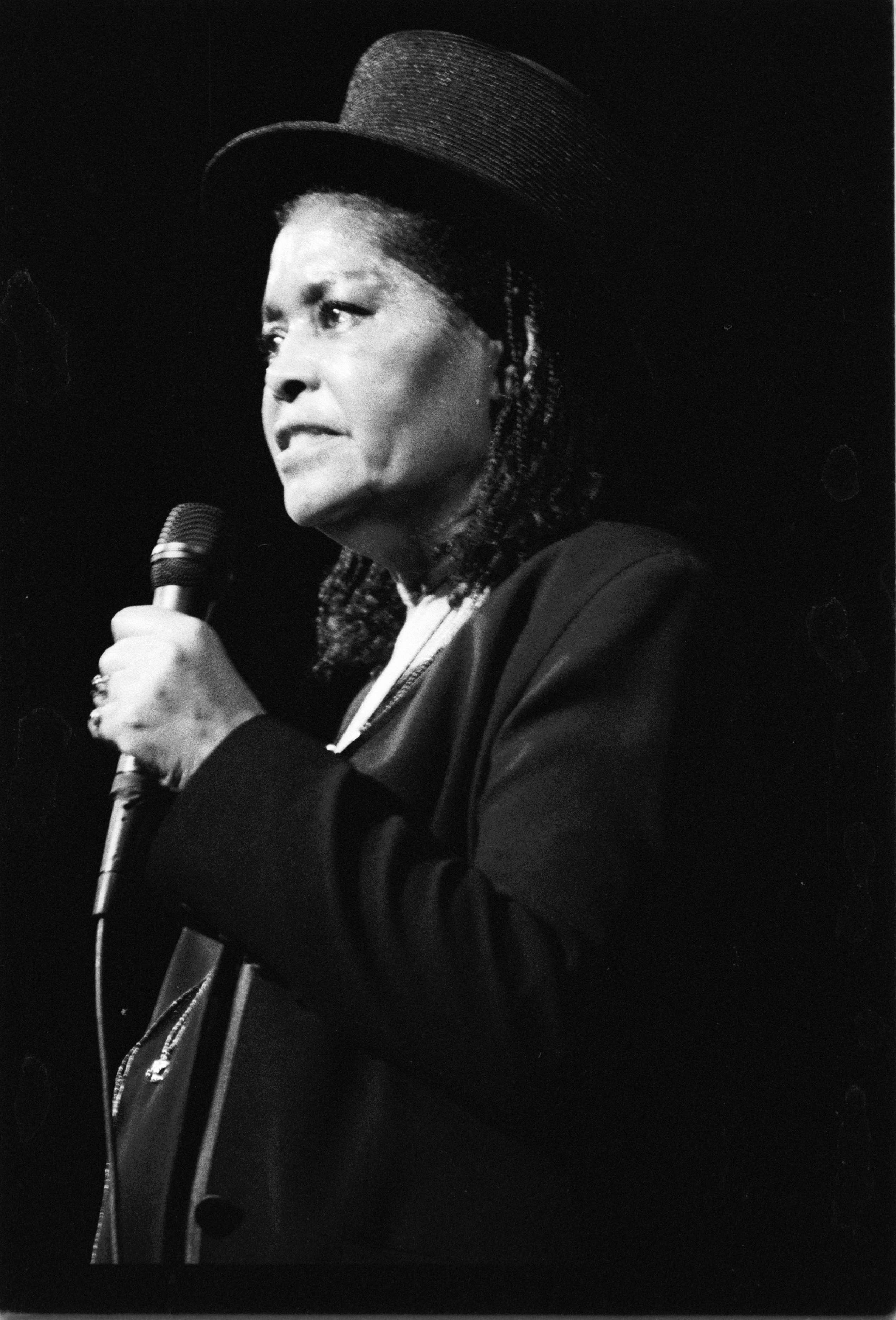
Anna Marie Wooldridge.

Anna Marie Wooldridge, conhecida artisticamente como Abbey Lincoln (Chicago, 6 de agosto de 1930 - Nova York, 14 de agosto de 2010) foi uma cantora, compositora e atriz estadunidense.
Abbey era cantora de jazz, fazendo sucesso em discos como You Gotta Pay the Band ou Devil's Got Your Tongue. Como atriz, atuou ao lado de Ivan Dixon, Sidney Poitier e Beau Bridges e participando de filmes de Spike Lee, como no drama de 1990, Mo' Better Blues.
Abbey Lincoln faleceu no sábado, dia 14 de agosto de 2010, aos 80 anos de idade, na cidade de Nova York.

## Discografia
- 1956 Abbey Lincoln's Affair: A Story of a Girl in Love
- 1957 That's Him
- 1958 It's Magic
- 1959 Abbey Is Blue
- 1960 We Insist!
- 1961 Straight Ahead
- 1973 People in Me
- 1980 Painted Lady
- 1980 Golden Lady
- 1983 Talking to the Sun
- 1987 Abbey Sings Billie, Vol. 1 & 2
- 1990 The World Is Falling Down
- 1991 You Gotta Pay the Band
- 1992 Devil's Got Your Tongue
- 1992 When There is Love
- 1994 A Turtle's Dream
- 1995 Painted Lady (z Archie Sheppem)
- 1996 Who Used to Dance
- 1999 Wholly Earth
- 2000 Over the Years
- 2003 It's Me
- 2007 Abbey Sings Abbey